# Наньхуа
25°11′37″ пн. ш. 101°16′28″ сх. д. / 25.19368° пн. ш. 101.27438° сх. д.
Наньхуа (кит. 南华县, пін. Nánhuá Xiàn) — один із повітів КНР у складі Чусюн-Їської автономної префектури, провінція Юньнань. Адміністративний центр — містечко Лунчуань.

## Географія
Наньхуа лежить на заході Юньнань-Гуйчжоуського плато у верхній течії річки Хонгха.

### Клімат
Повіт знаходиться у зоні, котра характеризується океанічним кліматом субтропічних нагір'їв. Найтепліший місяць — червень із середньою температурою 20,6 °C. Найхолодніший місяць — січень, із середньою температурою 7,5 °С.
| Клімат повіту Наньхуа   | Клімат повіту Наньхуа | Клімат повіту Наньхуа | Клімат повіту Наньхуа | Клімат повіту Наньхуа | Клімат повіту Наньхуа | Клімат повіту Наньхуа | Клімат повіту Наньхуа | Клімат повіту Наньхуа | Клімат повіту Наньхуа | Клімат повіту Наньхуа | Клімат повіту Наньхуа | Клімат повіту Наньхуа | Клімат повіту Наньхуа |
| Показник                | Січ.                  | Лют.                  | Бер.                  | Квіт.                 | Трав.                 | Черв.                 | Лип.                  | Серп.                 | Вер.                  | Жовт.                 | Лист.                 | Груд.                 | Рік                   |
| Середній максимум, °C   | 16,8                  | 18,6                  | 21,6                  | 24,4                  | 25,6                  | 25,7                  | 25,2                  | 25,1                  | 23,7                  | 22                    | 19                    | 16,6                  | 22                    |
| Середня температура, °C | 7,5                   | 9,6                   | 12,8                  | 16,1                  | 19,2                  | 20,6                  | 20,3                  | 19,7                  | 18                    | 15,7                  | 11,1                  | 7,5                   | 14,8                  |
| Середній мінімум, °C    | −0,2                  | 1,3                   | 4,3                   | 7,8                   | 12,8                  | 16,3                  | 16,7                  | 16                    | 14,3                  | 11,3                  | 5,4                   | 1                     | 8,9                   |
| Норма опадів, мм        | 11.1                  | 11.3                  | 14.8                  | 19.4                  | 70.7                  | 141.1                 | 166.3                 | 173.1                 | 122.7                 | 73.2                  | 28.4                  | 10.8                  | 842.9                 |
| Вологість повітря, %    | 66                    | 55                    | 50                    | 52                    | 66                    | 78                    | 84                    | 84                    | 85                    | 85                    | 81                    | 77                    | 71.9                  |
| ----------------------- | --------------------- | --------------------- | --------------------- | --------------------- | --------------------- | --------------------- | --------------------- | --------------------- | --------------------- | --------------------- | --------------------- | --------------------- | --------------------- |
| Джерело: data.cma.cn    |                       |                       |                       |                       |                       |                       |                       |                       |                       |                       |                       |                       |                       |